# Сабанский переулок
Сабанский переулок — короткая (150 м) улица в исторической части Одессы, от Маразлиевской до Канатной улицы.

## История
Назван по имени местного домовладельца Иеронима Собанского (1781—1845), польского аристократа и общественного деятеля, построившего в 1827 году хлебные склады на пересечении переулка с улицей Канатной. За сочувствие и финансовую поддержку польского восстания 1830—1831 годов склады были конфискованы, в 1831—1834 годах в них устроили казармы. Собственно название Сабанский (искажённое написание фамилии) переулок получил в 1840 году, уже после вышеуказанных событий.
В 1874 году по переулку прошла первая линия конного трамвая (через главную аллею Александровского парка, где и заканчивалась). В документах о линии трамвая переулок указан как Озмидовский (по имени архитектора Михаила Озмидова, который владел домом по ул. Маразлиевской, 10а (угол с Сабанским переулком). Сам дом Озмидова, который был одним из украшений города, разрушен в советское время.
В 1938 году переулок называют Парковым — по парку Шевченко, центральный вход в который находится в начале переулка.
С 1938 по 1941 и с 1944 по 1997 год — переулок Суворова. В период с 1941 по 1945 годы переулок вновь Сабанский.
В последний раз историческое название переулку возвращено в 1995 году.

## Достопримечательности

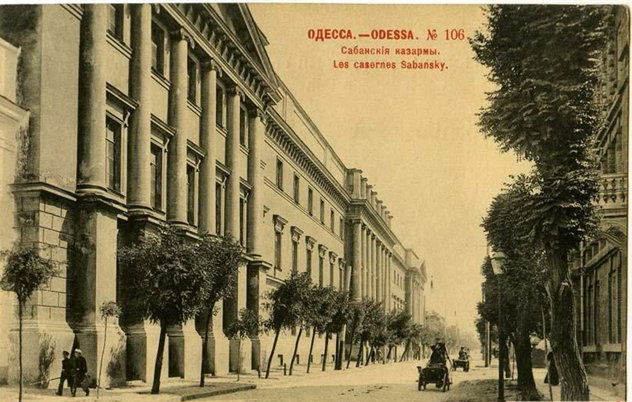
Сабанские казармы (бывший лабаз Иеронима Собаньского)

д. 1 — Бывший дом Маргулиса (1912, архитектор Ф. Л. Паппе)

## Известные жители
Дина Фрумина — советский художник, педагог.